# 47P/Ашбрука — Джексона
Комета Ашбрука — Джексона (47P/Ashbrook-Jackson) — короткопериодическая комета из семейства Юпитера, которая была открыта 26 августа 1948 года американским астрономом Джозефом Ашбруком в обсерватории Лоуэлла в ходе наблюдения за астероидом (1327) Намакуа. Она была описана как небольшой диффузный объект с коротким хвостом. Двенадцатью часами позже её на снимках обнаружил южноафриканский астроном Сирил Джексон в Йельско-колумбийской южной обсерватории, когда пытался настроить 50-см телескоп на поиск астероидов. Комета обладает довольно коротким периодом обращения вокруг Солнца — чуть более 8,3 года.

Орбита кометы Ашбрука — Джексона и её положение в Солнечной системе

Несмотря на довольно большое расстояние перигелия 2,3 а. е., это комета обычно достигает яркости 12 m звёздной величины и является одной из самых ярких короткопериодических комет. Исследования этой кометы показали, что на свою современную орбиту комета попала в 1945 году, после сближения с Юпитером на расстояние 0,178 а. е. (26,6 млн км).